# Lilian Baylis
Lilian Mary Baylis (Londra, 9 maggio 1874 – Londra, 25 novembre 1937) è stata una produttrice teatrale e manager inglese.
Ha amministrato i teatri Old Vic e Sadler's Wells di Londra e lanciò una compagnia operistica che divenne l'English National Opera (ENO); una compagnia teatrale che si evolse nel English National Theatre; e una compagnia di balletto, che infine divenne The Royal Ballet.

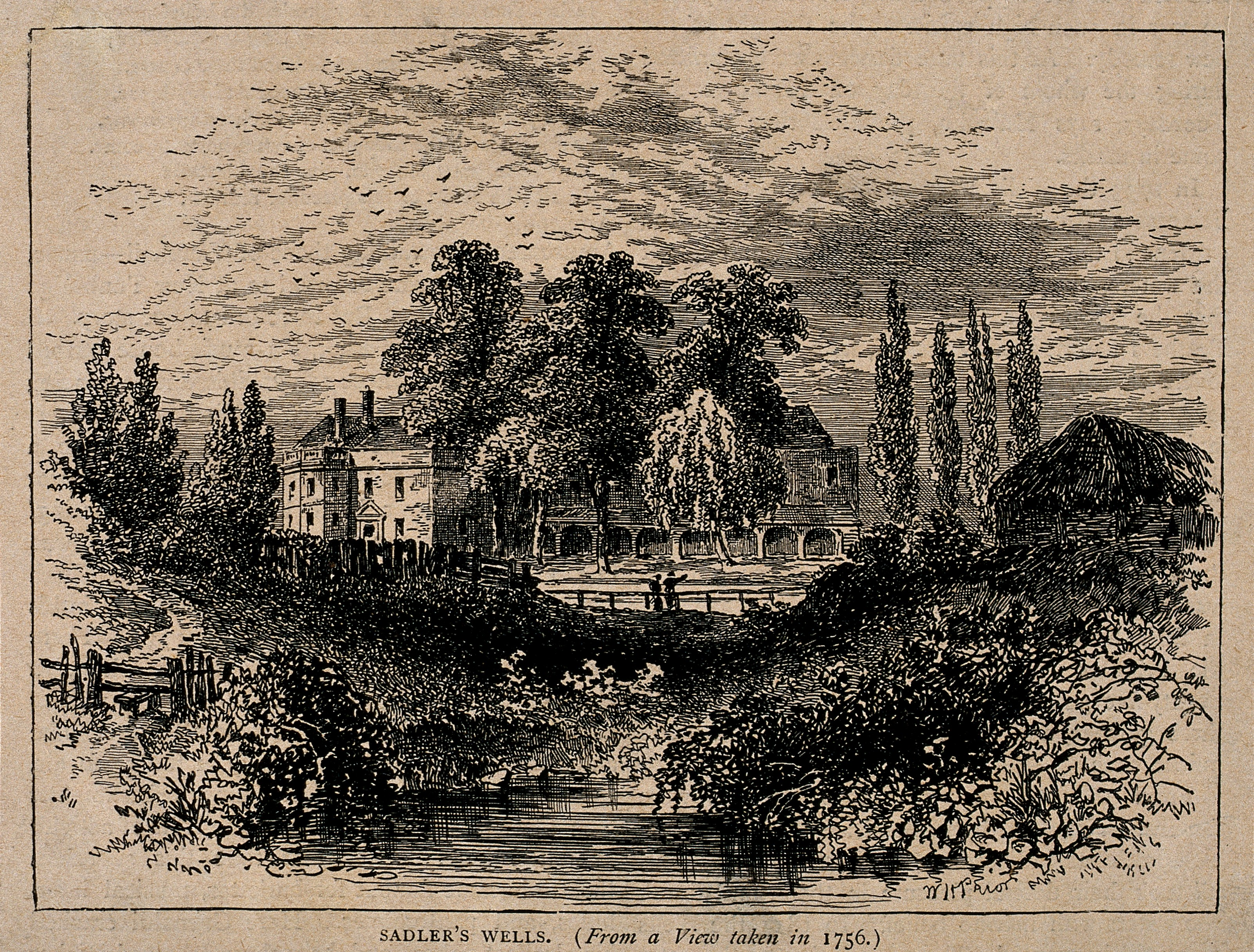
Sadler's Wells Theatre, col nuovo fiume che scorre vicino.

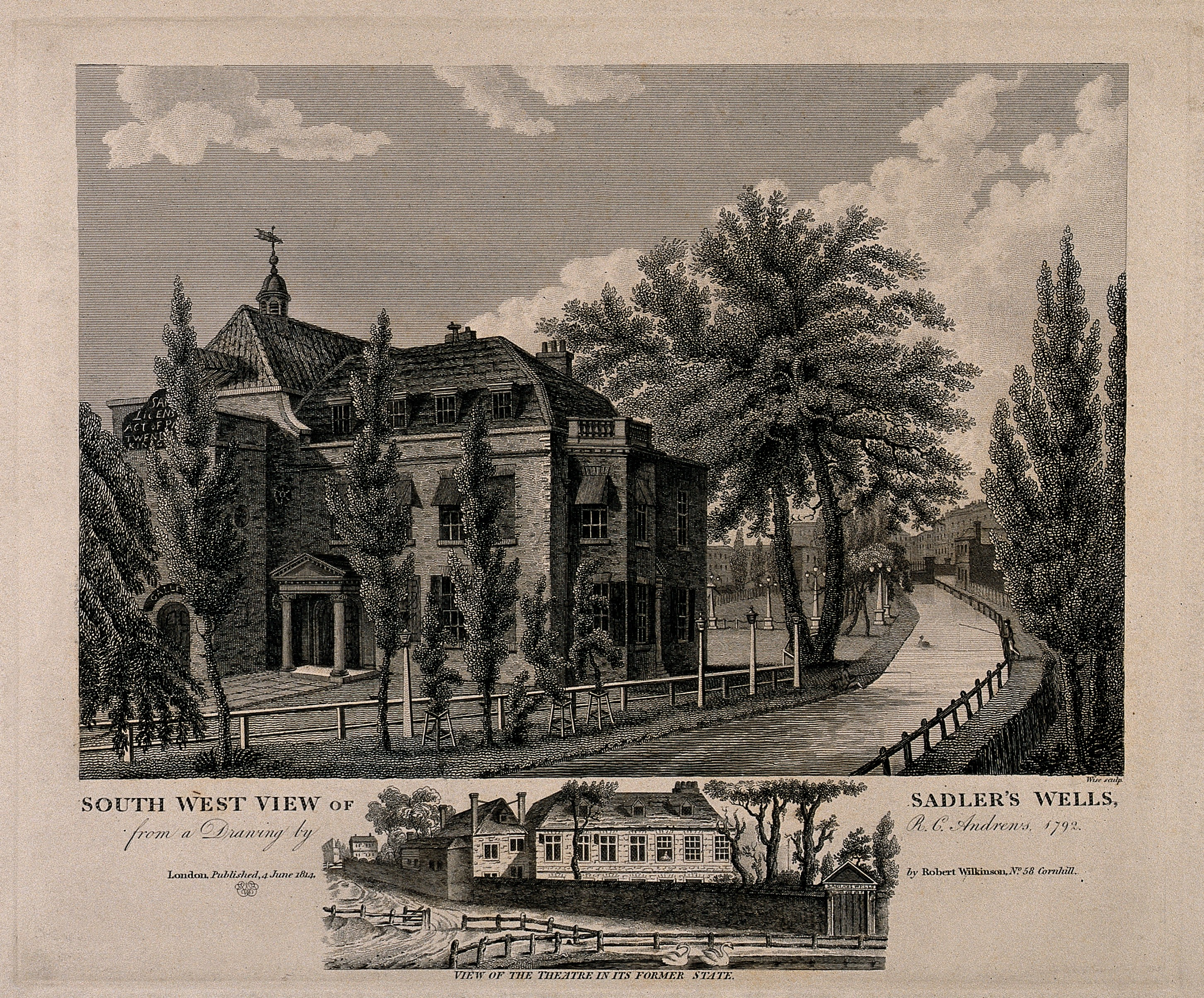
Sadler's Wells Theatre, col nuovo fiume che scorre vicino.

## I primi anni
L'educazione di Lilian Mary Baylis fu principalmente musicale ed iniziò a suonare e ad insegnare musica in giovane età. La famiglia Baylis creò una compagnia di concerti che si esibiva con un certo successo sotto il nome di Gypsy Revellers ed essendo una ragazza giovane, Lilian Baylis qualche volta suonò in diversi impegni dei Gypsy Revellers nel corso di una sola notte.
L'altro grande interesse della sua vita fu l'edilizia popolare; La zia di Baylis, Emma Cons, era un socio di Octavia Hill e lavorò energicamente per migliorare la qualità della vita di coloro che vivono in quartieri poveri di Londra.

### Sud Africa
Nel 1891, la famiglia della Baylis emigrò in Sud Africa, quando The Gypsy Revellers offrì un contratto a lungo termine lì. Girarono per qualche tempo, ma alla fine si stabilirono a Johannesburg, dove Baylis guadagnava bene come insegnante di musica e danza. Nel 1898, tornò a Londra dal Sud Africa perché si era ammalata e il suo intento di ritornare in Sud Africa fu ritardato dallo scoppio della guerra boera. Mentre viveva a Londra assistette Emma Cons nella gestione del Royal Victoria Hall e Coffee Tavern vicino alla stazione di Waterloo e Baylis a poco a poco si assunse sempre più compiti di gestione per l'esecuzione di concerti, proiezioni di film, programmi di conferenze e spettacoli di varietà. Alla fine decise di rimanere in Inghilterra e, dopo la morte della Cons nel 1912, Baylis aveva il controllo gestionale completo del teatro, conosciuto da allora come "Old Vic", fino alla sua morte.
Uno degli impegni più importanti dell'Old Vic fu quello di produrre un ciclo completo delle opere di Shakespeare, iniziando con La bisbetica domata nel 1914 fino a Troilo e Cressida nel 1923.

## Il Sadler's Wells

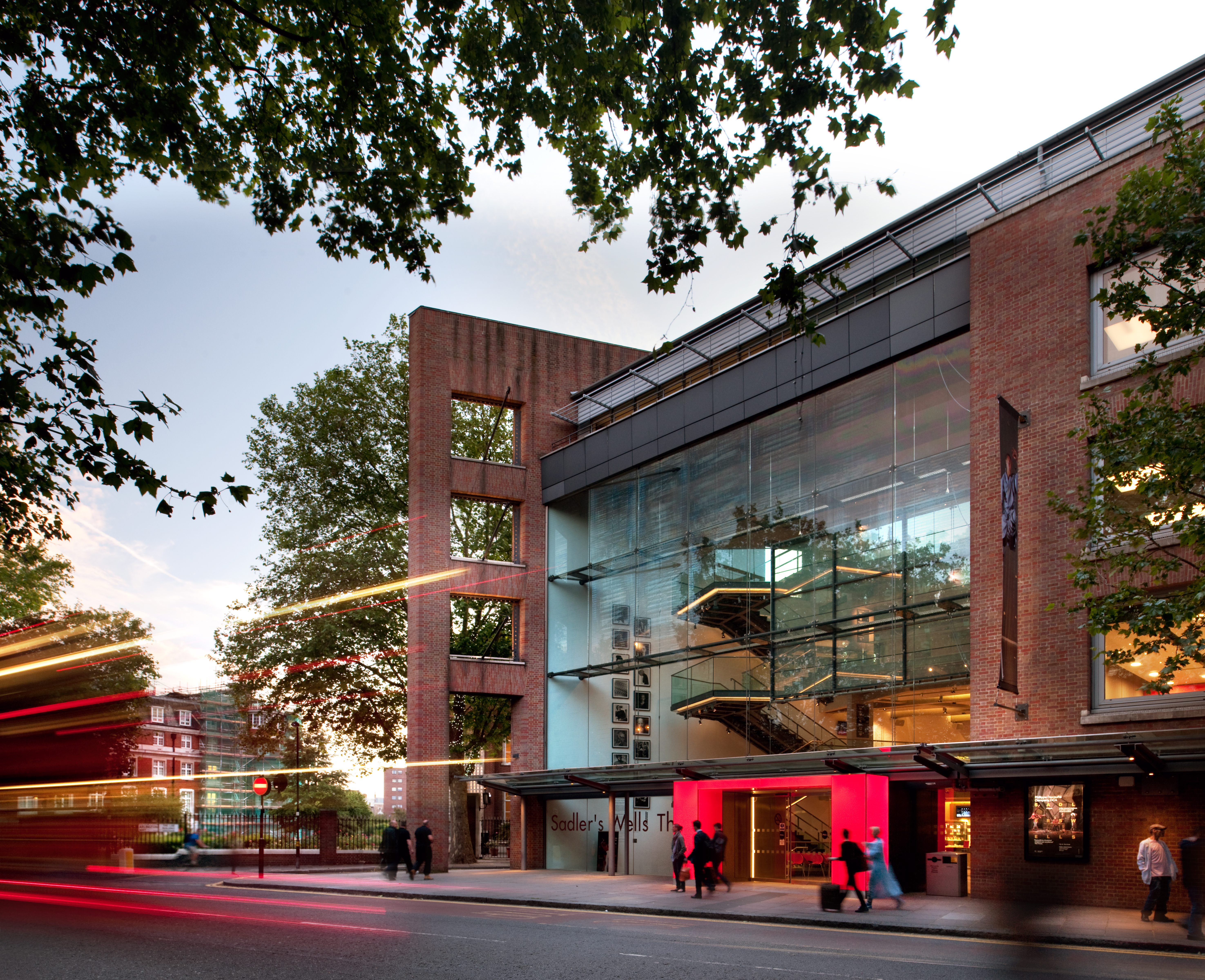
Sadler's Wells Theatre (Settembre 2015)

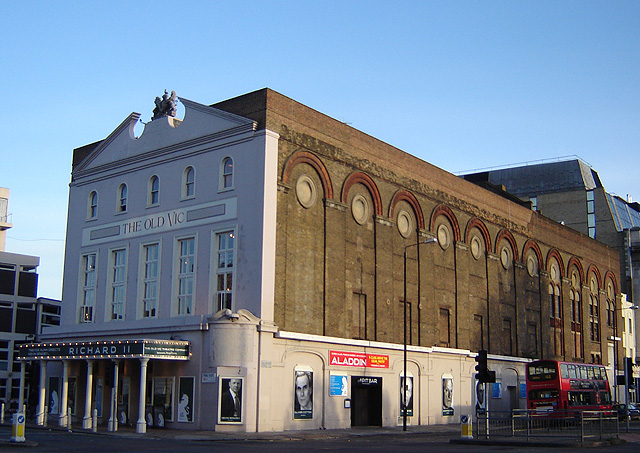
L'Old Vic Theatre dall'angolo di Baylis Road.

Nel 1925, Baylis iniziò una campagna per riaprire il derelitto Sadler's Wells Theatre, cosa che finalmente raggiunse con un gala di apertura, il 6 gennaio 1931, con una produzione de La dodicesima notte di Shakespeare con John Gielgud come Malvolio e Ralph Richardson come Toby Belch. Per i primi pochi anni le compagnie d'opera, teatro e balletto, conosciuti come le aziende "Vic-Wells", ruotarono tra i due teatri, ma nel 1935 le compagnie di balletto e lirica presero sede al Sadler's Wells e la compagnia drammatica all'Old Vic.
Nel 1928, Baylis ingaggiò Ninette de Valois, sotto la cui direzione il balletto classico britannico si sviluppò notevolmente al Sadler's Wells. Qui la de Valois favorì la carriera di ballerini come Margot Fonteyn e Robert Helpmann e le sue produzioni di lavori classici spesso prevedevano la presenza di ospiti da Alicia Markova e Anton Dolin. La direzione musicale era di Constant Lambert e la coreografia per le nuove opere della de Valois e della stella nascente Frederick Ashton. Gi eredi della compagnia di balletto oggi sono il Royal Ballet e il Birmingham Royal Ballet.

## Star in crescita
Anche la compagnia Drammatica favorì la carriera di alcune star, come Laurence Olivier, John Gielgud, Peggy Ashcroft, Sybil Thorndike, Edith Evans, Alec Guinness, Michael Redgrave, Maurice Evans, Ralph Richardson e divenne famosa per lo stile delle produzioni sotto la direzione artistica di Tyrone Guthrie durante il 1930. Nel 1937 la produzione di Amleto di Guthrie fu eseguita ad Elsinore/Helsingør in Danimarca, con Olivier come protagonista e Vivien Leigh come Ophelia.
Uno dei più grandi successi di Baylis fu la prima esecuzione di Gielgud come Amleto nel 1930, che divenne la prima produzione dell'Old Vic ad essere trasferita al West End per una esecuzione. Lei mise a segno un bel colpo per il suo cast presentando Charles Laughton nel 1933 dopo che era diventato un nome in tutto il mondo nel film La vita privata di Enrico VIII. Per sfruttare l'interesse del pubblico per il film, ingaggiò Laughton come Enrico VIII di Shakespeare.

## Riconoscimenti e morte
Baylis ha ricevuto un Master honoris causa dalla Università di Oxford nel 1924; tale onore era solo il secondo ad essere assegnato ad una donna da parte dell'università. Nel 1929, fu nominata Compagno d'Onore (CH) per il servizio alla nazione. Nel 1934 l'Università di Birmingham ha assegnato a Baylis un dottorato onorario. Una targa blu del Greater London Council commemora Baylis nella sua casa, al 27 di Stockwell Park Road a Stockwell, a sud di Londra. e la Lilian Baylis Technology School, Kennington è così chiamata in suo onore.
Dopo una lunga malattia, Baylis è morta per un attacco cardiaco il 25 novembre 1937, a 63 anni, la notte prima l'Old Vic aveva aperto con una produzione del Macbeth interpretato da Laurence Olivier e Judith Anderson. Lei fu cremata all'East London Cemetery and Crematorium, dove le sue ceneri sono state sparse su sua richiesta. Non vi è alcun memoriale.

## Influenza
Nel 1985, English National Opera ha creato un reparto di formazione e sensibilizzazione, chiamandolo Baylis Programme in onore di Lilian Baylis. Il Baylis Programme (ora chiamato eno baylis) è stato condotto per dieci anni dai suoi amministratori fondatori Rebecca Meitlis e David Sulkin. I direttori successivi inclusero Steve Moffitt e Alice Re-Farlow. Nel solco della tradizione di Lilian Baylis il lavoro di ENO Baylis si concentra su coloro che sono nuovi per l'opera. Si tratta di circa 12.000 persone ogni anno in una vasta gamma di progetti, eventi, corsi e spettacoli, con l'obiettivo di sviluppare risposte creative per l'opera e il teatro musicale; fare un nuovi lavori con le comunità ed esplorare la creatività individuale come un mezzo per fornire l'accesso alle produzioni di Eno e incoraggiare l'apprendimento e lo sviluppo attraverso la partecipazione di artisti e la collaborazione delle risorse.
L'attuale Sadler's Wells Theatre contiene un teatro di 200 posti che porta il suo nome, e il Teatro Nazionale dispone di una terrazza Lilian Baylis. Il cerchio in alto nel Old Vic si chiama Lilian Baylis Circle. Un edificio a West Hampstead usato da ENO per le prove e guardaroba di produzione si chiama Lilian Baylis House. In Vauxhall la scuola secondaria Lillian Baylis porta anch'essa il suo nome in suo onore. C'è un rosa Lilian Baylis, e il Royal Victoria Hall Foundation amministra i premi annuali Lilian Baylis per gli studenti di recitazione più promettenti. Una strada accanto alla stazione di Waterloo si chiama Baylis Street.